# 梁國成
梁國成（英語：Leung Kwok Shing），前香港男子籃球成員，教育及青年工作者，首位同時榮膺香港十大傑出青年、香港傑出義工獎、香港人道年獎及青年夢想實踐家四大獎項得獎者。

### 教育及青年工作
2012年創立慈善機構「希望種子籃球亞洲」（HOOPS FOR HOPE BASKETBALL ASIA），通過籃球義教服務基層兒童及青少年院舍，同步提供學業支援，累計服務逾50,000人次。
擔任保安局「亮志計劃」及「禁毒領袖學院」導師，於壁屋懲教所及西九龍護青委員會義務執教基層青少年。

### 運動員及教練生涯
前香港男子籃球代表隊成員，中三起入選香港學界代表隊及甲一組福建隊，求學時期包攬全數學界籃球賽事冠軍及個人獎項。球員生涯參與多項國際賽事，包括：亞洲籃球錦標賽、 亞洲籃球錦標賽、 U22亞洲籃球錦標賽、威廉瓊斯盃國際籃球邀請賽、 超級工商盃國際籃球邀請賽、泰皇盃、海峽盃籃球邀請賽及全運會。
退役後執教甲一組超敏隊及福建隊，並任香港學界體育聯會中、小學男子籃球代表隊主教練，率隊出戰港澳埠際賽、亞洲中學生運動會及全國中學生運動會。

### 媒體工作
2007年起擔任無綫電視（TVB）籃球賽事評述員，涵蓋奧運會籃球比賽及本地賽事，亦曾為東方日都報、星島日報擔任報刊專欄作家。

### 抗疫
2020年發起「LOVE FOR ALL社區抗疫連線」，整合政府防疫資訊建立數碼平台及熱線，分發抗疫物資，服務近20,000人次。2021年擔任傑出青年協會主席期間，發起「疫後晴天傑青同行」計劃，獲香港私人執業專科醫生協會支持，拍攝抗疫資訊影片及資訊平台，並籌集抗疫物資派發。

## 獎項及榮譽
- 2024香港精神獎教澤啟廸獎入圍
- 2024香港都會大學傑出校友
- 2023青年夢想實踐家
- 2023香港文化創意產業大獎
- 2022行政長官社區服務嘉許狀
- 2021香港人道年獎
- 2019第三屆品德教育傑出教學獎
- 2017第七屆香港傑出義工
- 2015社區優秀教練獎
- 2015香港十大傑出青年

## 外部連結
- 梁國成在fiba.basketball（英语）
- 梁國成在archive.fiba.com（存檔）（英语）
- 梁國成在Eurobasket.com（球員）（英语）